# Georges Ohnet

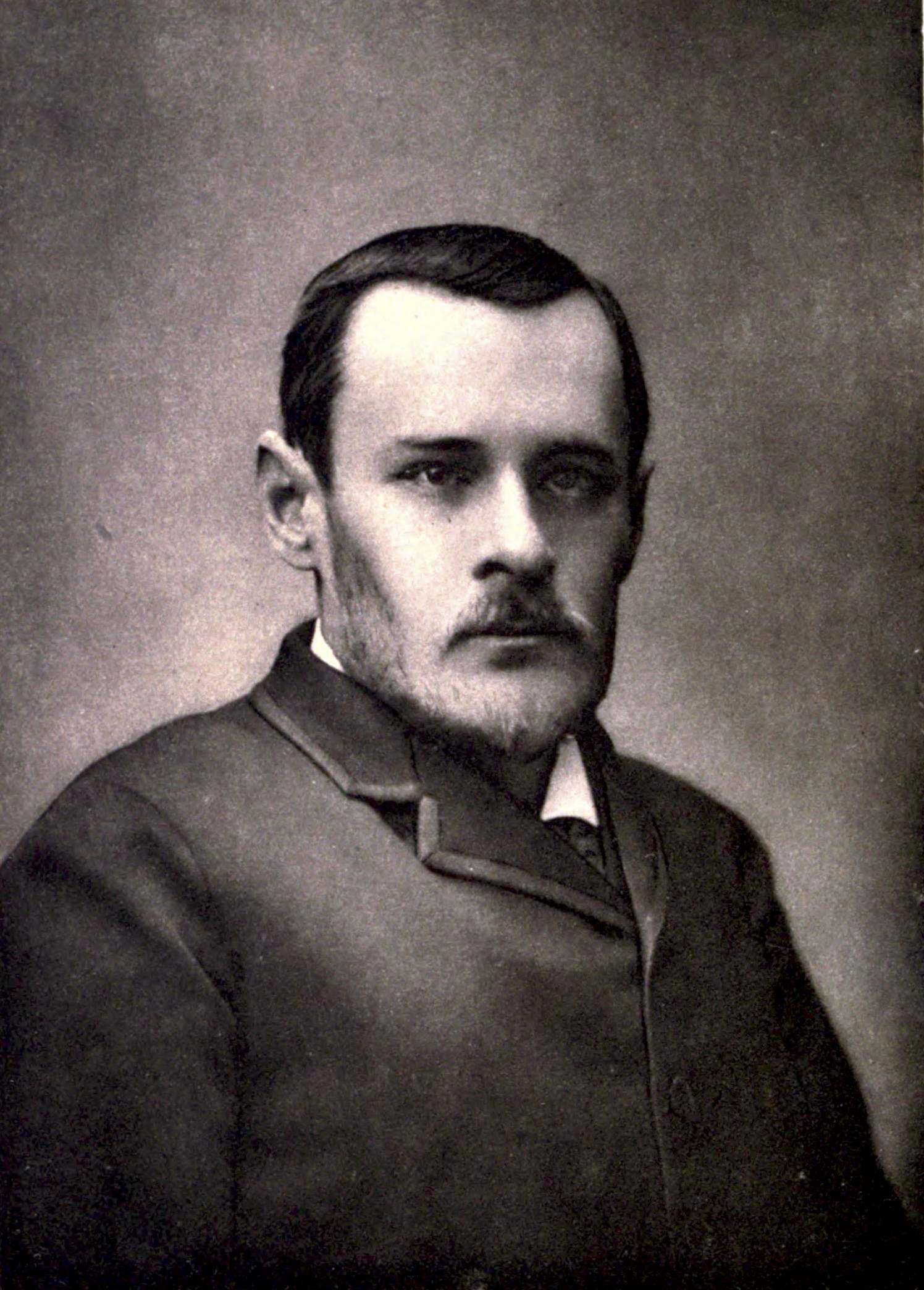
Georges Ohnet.

Georges Ohnet pseudonym, riktig namn: Georges Hénot,, född 3 april 1848, död 6 maj 1918, var en fransk författare.
Ohnet framträdde vid mitten av 1870-talet som dramatiker men övergick snart till ett romanförfattarskap som skördade mycket stora framgångar under perioden 1880-1900. Bland hans 40-tal romaner, av vilka han dramatiserade en del, märks Serge Panine (1881), Le maître de forges (1882, uppförd i Stockholm 1884 under titeln Herr Derblays giftermål), La comtesse Sarah (1883, uppförd i Stockholm 1896). Ohnet, som ivrigt bekämpade naturalismen och betraktade sig själv som upprätthållare av den idealistiska traditionen efter George Sand, blev med tiden utsatt för en allt hänsynslösare kritik från litterärt håll och övergick främst till att skriva lättare underhållningsromaner. Samtliga hans romaner är översatta till svenska.

## Svenska översättningar (i urval)
- Lifvets strider (översättning H. N., Seligmann, 1881)
- Herr Derblays giftermål (översättning M. A. Goldschmidt, Looström, 1882). Ny översättning av Amalia Fahlstedt, Nordiska förlaget, 1912
- Sista kärleken (Dernier amour) (översättning Ernst Lundquist, Bonnier, 1890)
- Striden om ett barn (översättning S. S., Ljus, 1901)
- Hämnden vakar (Ur Les batailles de la vie) (översättning  E.K-W., Stockholms-Tidningen, 1909)
- Den lånade själen (översättning Gunnar Örnulf, B. Wahlström, 1914)
- Stjärnan (översättning Gurli Sevon-Rosenbröijer, Skoglund, 1921)
- När kärleken slocknar (översättning Oscar Nachman, B. Wahlström, 1921)